# Karl Berthold
Karl Borromäus Berthold (* 21. Dezember 1889 in Rosenheim; † 26. September 1975 in Oberaudorf) war ein deutscher Goldschmied.

## Leben und Wirken
Nach einer Handwerkslehre bei einem Graveur in Dresden und ab 1907 dem Besuch der staatlichen Zeichenakademie in Hanau arbeitete er ab 1913/1914 als selbstständiger Goldschmied mit eigener Werkstatt – zusammen mit seiner späteren Ehefrau Maria Schmidt-Kugel – in Darmstadt. Zum 1. September 1929 trat er der NSDAP bei (Mitgliedsnummer 153.273). Er wurde Lehrer an der Hanauer Akademie, zu seinen Schülern gehörte Alfred Schäfter.
Als Mitglied des nationalsozialistischen Kampfbundes für deutsche Kultur entwarf und fertigte Berthold einen „Führerring“ in Gold. Ein Jahr später wurde er kommissarischer Direktor der Städelschule in Frankfurt am Main. Am 15. April 1933 entließ er die „undeutschen und entarteten“ Professoren Willi Baumeister, Max Beckmann, Richard Scheibe, Jakob Nussbaum, Josef Hartwig und andere „kultur-bolschewistische Judenknechte“ und profilierte sich so – bis 1945 – zum neuen Leiter und Professor an den – nun ehemaligen – Kölner Werkschulen, die er gleichgeschaltet und zur „Meisterschule der Hansestadt Köln“ umfunktioniert hatte.
Karl Berthold ist der Vater des Bildhauers Joachim Berthold und der Stiefvater des Kölner NS-Oberbürgermeisters Karl Georg Schmidt.